# Светлолобово (Красноярский край)
Светлоло́бово — село в Новосёловском районе Красноярского края России. Административный центр Светлолобовского сельсовета.

## География
Село находится на расстоянии 17 км к западу от села Новосёлово, административного центра района.

## Население
| 2010 |
| ---- |
| 927  |

### Гендерный состав
По данным Всероссийской переписи населения 2010 года, в селе проживало 927 человек (436 мужчин и 491 женщина).

## Улицы
| - ул. 50 лет Победы, - ул. Анашкина, - ул. Гагарина, - ул. Комсомольская, | - ул. Ленина, - ул. Мира, - ул. Мудрова, - ул. Партизанская, | - ул. Рабочая, - ул. Целинная, - ул. Центральная, - ул. Школьная. |